# إقليم خريبكة

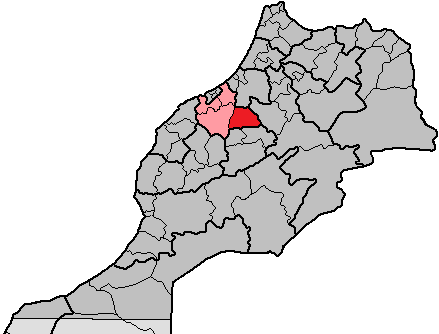

إقليم خريبكة هي أحد الأقاليم المغربية. تنتمي إلى جهة بني ملال خنيفرة وتوجد في قلب البلاد جنوب شرقي الدار البيضاء.
هذا الإقليم يأوي 499.144 ساكنا (إحصاء 2004) كانت مدينتا ابي الجعد وواد زم من أكبر المناطق في المغرب التي كانت موطن الأقلية اليهودية قبل هجرتها إلى فلسطين.

## التقسيم الإداري
يضم إقليم خريبكة 5 جماعات حضرية و 26 جماعة قروية:

### الجماعات الحضرية
- وادي زم
- بوجنيبة
- حطان
- خريبكة
- أبي الجعد

### الجماعات القروية
| - عين قيشر - آيت عمار - بئر مزوي - بني بتاو - بني سمير - بني يخلف - بني زرنتل - بوخريص - بولنوار - لبراكسة - شڭران - الفقراء (قرية) - قصبة الطرش | - لڭفاف - لڭناديز - لمعادنة - مفاسيس - أولاد عبدون - أولاد عيسى - أولاد عزوز - أولاد بوغادي - أولاد فنان - أولاد فتاتة - أولاد ڭواوش - الرواشد - تشرافت |

## مصدر
1. 1 2  المملكة المغربية, المندوبية السامية للتخطيط. population.pdf "الإحصاء العام للسكان و السكنى 2004" (PDF). ص. 66. مؤرشف من الأصل (pdf) في 2015-05-01. اطلع عليه بتاريخ 2012-04-20. {{استشهاد ويب}}: تحقق من قيمة |مسار أرشيف= (مساعدة)
2. ↑  رموز التقسيمات المغربية حسب HASC at statoids.com